# 布宜諾斯艾利斯區 (皮科塔省)
6°47′21″S 76°20′00″W / 6.7891°S 76.3332°W
布宜諾斯艾利斯區（西班牙語：Distrito de Buenos Aires），是秘魯的一個區，位於該國中北部聖馬丁大區的皮科塔省，始建於1954年4月7日，面積273平方公里，海拔高度215米，2005年人口3,456，人口密度每平方公里13人。